# Porte des Jacobins
La porte des Jacobins est un monument faisant initialement partie de l'ancien couvent des Jacobins, à Bourg-en-Bresse dans le département de l'Ain.

## Histoire
La porte des Jacobins a été construite avec le couvent éponyme, au XVe siècle.

## Protection
La porte des Jacobins fait l’objet d’une inscription au titre des monuments historiques depuis le 24 août 1927.